# Petesiodes clusiifolium
Petesiodes clusiifolium là một loài thực vật có hoa trong họ Anh thảo. Loài này được (Sw.) Kuntze miêu tả khoa học đầu tiên năm 1891.